# Воля-Папротня
Воля-Папротня (пол. Wola Paprotnia) — село в Польщі, у гміні Мрози Мінського повіту Мазовецького воєводства.
Населення — 215 осіб (2011).
У 1975-1998 роках село належало до Седлецького воєводства.

## Демографія
Демографічна структура станом на 31 березня 2011 року:
|          | Загалом | Допрацездатний вік | Працездатний вік | Постпрацездатний вік |
| -------- | ------- | ------------------ | ---------------- | -------------------- |
| Чоловіки | 101     | 19                 | 70               | 12                   |
| Жінки    | 114     | 23                 | 65               | 26                   |
| Разом    | 215     | 42                 | 135              | 38                   |